# Prințul Georg de Bavaria
Prințul Georg al Bavariei (germană Georg Franz Joseph Luitpold Maria Prinz von Bayern; 2 aprilie 1880 - 31 mai 1943) a fost membru al Casei regale de Wittelsbach și preot catolic.

## Primii ani

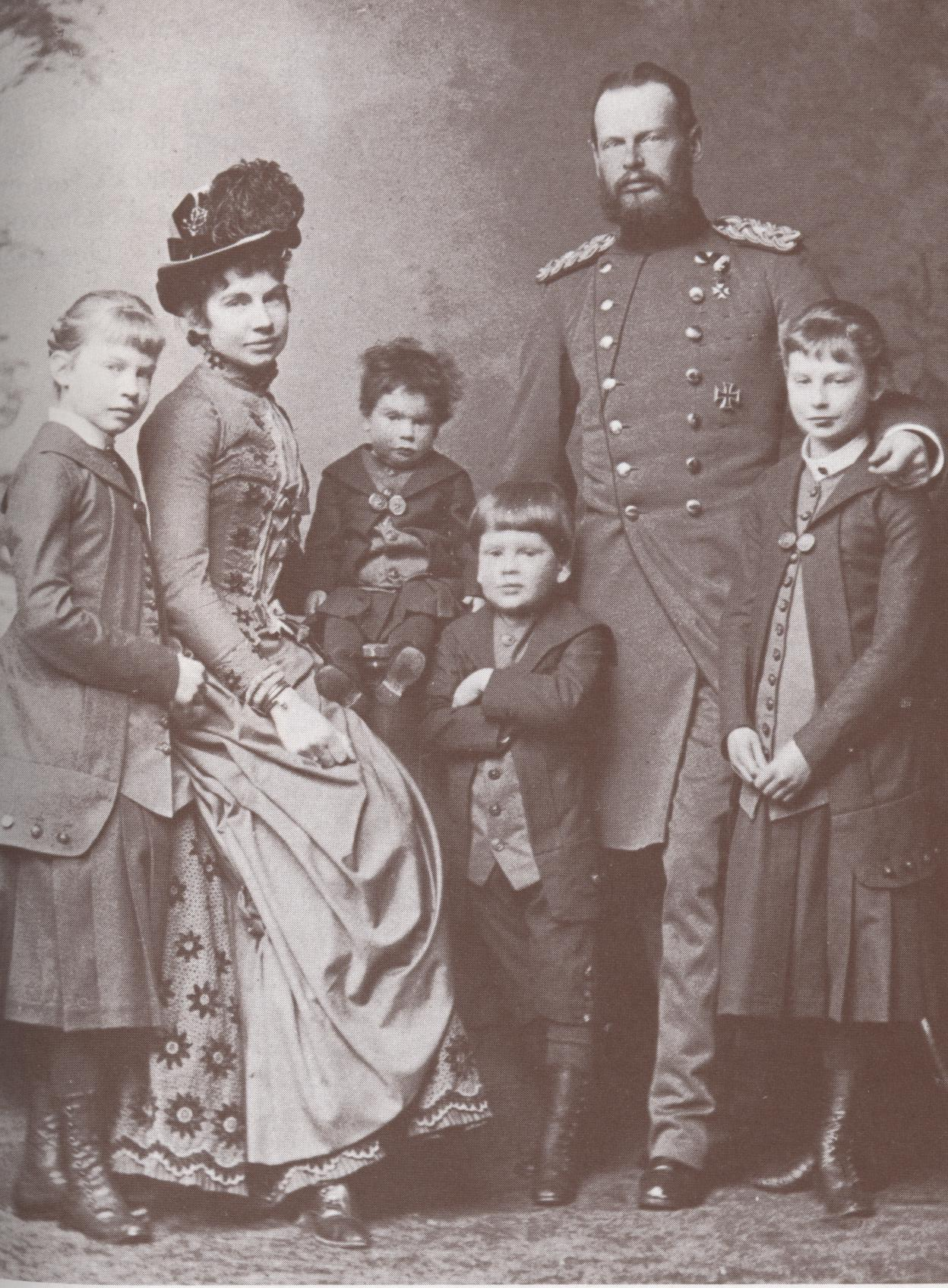
Arhiducesa Gisela a Austriei cu soțul ei Leopold al Bavariei și cei patru copii (de la stânga la dreapta: Elisabeta, Konrad, Georg și Auguste), ca. 1885

Georg s-a născut la München, Bavaria, ca fiul cel mare al Prințului Leopold al Bavariei și a soției sale, Arhiducesa Gisela a Austriei. Mama sa a fost fiica împăratului Franz Joseph al Austriei și a împărătesei Elisabeta a Austriei ("Sisi"). Ziarul New York Times a scris că el a fost nepotul favorit atât al bunicului matern împăratul Franz Joseph cât și al bunicului patern, Prințul Leopold al Bavariei.
Georg a intrat în armata bavareză ca locotenent secund (germană: Leutnant) cu o zi înainte să împlinească 17 ani, la 1 aprilie 1897; a fost asignat regimentului de infanterie Leib. La 8 februarie 1903, a fost promovat la rangul de prim locotenent (germană: Oberleutnant) și reasignat regimentului 1 de cavalerie regală "Prințul Karl al Bavariei”. Doi ani mai târziu, la 27 octombrie 1905, a fost promovat "Rittmeister" iar la 26 octombrie 1906 la cel de maior.
În timp ce era în armată, a devenit campion la box.

## Căsătorie
În decembrie 1911 Georg s-a logodit cu Arhiducesa Isabella de Austria, fiica Arhiducelui Friedrich, Duce de Teschen și a soției lui, Prințesa Isabella de Croy. Căsătoria a avut loc la 10 februarie 1912, la capela Mariä Vermählung de la Palatul Schönbrunn din Viena; slujba a fost oficiată de cardinalul Franz Nagl.
Cuplul a plecat în luna de miere la Wales, Paris și Alger, însă s-au separat până la sfârșitul lunii de miere. Au existat câteva încercări eșuate de reconciliere. La 17 ianuarie 1913, căsătoria a fost anulată de Curtea Supremă Regală a Bavariei; la 5 martie 1913 căsătoria a fost anulată de Sfântul Scaun pe motiv că mariajul nu a fost consumat.
Isabella a devenit asistentă medicală în armata austriacă în timpul Primului Război Mondial. În timpul războiului ea s-a îndrăgostit de chirurgul Paul Albrecht (1873–1928) și au avut o logodnă scurtă pânâ când împăratul Franz Joseph al Austriei a interzis căsătoria. Isabella nu s-a mai căsătorit niciodată și a murit la La Tour-de-Peilz, Elveția la 6 decembrie 1973, la vârsta de 86 de ani.

## Primul Război Mondial

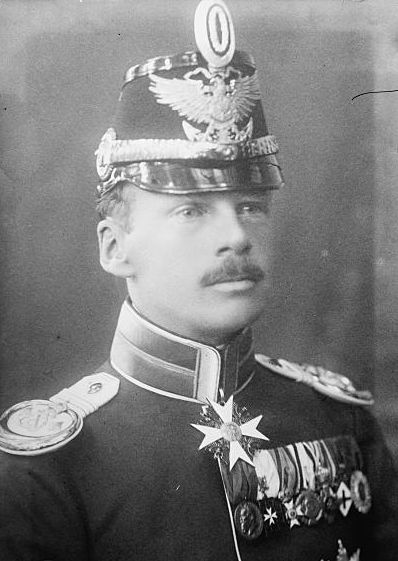
Prințul Georg al Bavariei, 1912.

În timpul Primului Război Mondial, Georg a luptat atât pe Frontul de Vest (inclusiv în Bătălia de la Arras (1914) și Bătălia de la Ypres (1914)) cât și pe Frontul de Est. A început războiul ca comandant al trupelor mecanizate bavareze și în cele din urmă a servit sub comanda generalului Erich von Falkenhayn în Palestina. A fost decorat cu clasa I și clasa a II-a a Ordinului Crucea de Fier și la 14 decembrie 1917 a ajuns la gradul de colonel (germană: Oberst).
În conformitate cu dispozițiile constituției elene din 1843, Georg a fost moștenitorul regelui detronat Otto al Greciei. Având în vedere renunțarea de către unchiul său Ludwig la toate drepturile sale la succesiunea greacă și, deoarece constituția Greciei a interzis ca suveranul Greciei să fie conducător al unei alte țări (Ludwig a devenit rege al Bavariei), din punct de vedere tehnic, după decesul tatălui său Leopold, Georg era moștenitorul tronului elen.

## Cariera ecleziastică
În 1919 Georg a demisionat din armată și a început să studieze teologia la Innsbruck, Austria. A fost hirotonisit preot catolic la 19 martie 1921 și la scurtă vreme după aceea a primit un doctorat în drept canonic de la Facultatea de Teologie Catolică de la Universitatea din Innsbruck. Și-a continuat studiile religioase la Roma și în 1925 a absolvit Academia Pontificală Ecleziastică.
La 18 noiembrie 1926, Papa Pius al XI-lea l-a numit pe Georg prelat intern cu titlul de Monsenior. În anii 1930, Georg a fost numit preot la biserica Sf. Petru din Roma. La 12 noiembrie 1941, Papa Pius al XII-lea l-a numit protonotarius apostolicus (unul dintre cele mai înalte ranguri de monsignor).
De-a lungul acestui timp în Roma, Georg a locuit la Villa San Francesco. A menținut un contact regulat cu familia sa, inclusiv cu vărul său primar Rupert, Prinț Moștenitor al Bavariei care s-a mutat la Roma în 1939. De asemenea, el a fost în contact permanent cu alte case regale. În 1930 a participat la Roma la nunta prințului de Piemont (mai târziu regele Umberto al II-lea al Italiei) cu Prințesa Marie-José a Belgiei, iar în 1935 a participat la Roma la nunta Infantelui Jaime al Spaniei.
În 1938 el a aranjat transferul rămășițelor regelui Francisc al II-lea al celor Două Sicilii și a soției lui, regina Maria Sofia a Bavariei de la mănăstirea Tegernsee din Bavaria la Chiesa del Santo Spirito din Roma.
La 31 mai 1943, Georg a murit la Villa San Francesco. Unele surse spun că era bolnav de ceva timp. Alte surse spun că a murit pe neașteptate de tuberculoză pe care a contactat-o lucrând la un spital. A fost înmormântat la Campo Santo Teutonico, cimitirul german situat imediat în afara zidului Vaticanului.